# Sci alpino ai XXIV Giochi olimpici invernali - Gara a squadre
La gara a squadre dello sci alpino dei XXIV Giochi olimpici invernali di Pechino si è svolta il 20 febbraio 2022, si sarebbe dovuta svolgere il 19 febbraio ma la gara è stata rinviata a causa del vento, presso il comprensorio sciistico di Xiaohaituo nella Contea di Yanqing. 
La gara a squadre è stata una gara di slalom parallelo. Vi erano quattro sciatori per ogni squadra con due riserve. C'erano quindi quattro gare e il vincitore di ogni gara metteva a segno un punto per la propria squadra (in caso di parità era assegnato un punto a entrambe le squadre). Nella prima e nella terza gara si affrontavano sciatrici donne e nella seconda e nella quarta sciatori uomini. Se dopo le quattro gare le squadre erano sul punteggio di 2-2, si sommavano i tempi dell'uomo e della donna più veloci di ogni squadra e la squadra con il tempo minore vinceva la gara. Se in una gara entrambi gli sciatori non portavano a termine la discesa, vinceva lo sciatore uscito di pista dopo l'avversario.
La vittoria finale è andata all'Austria, che ha preceduto la Germania e la Norvegia.

## Programma
Tutti gli orari sono UTC+8
| Data             | Ora  |
| ---------------- | ---- |
| 20 febbraio 2022 | 9:00 |

## Qualificazioni
Elenco delle squadre e atleti partecipanti:
- Austria
  - Katharina Huber
  - Katharina Liensberger
  - Katharina Truppe
  - Stefan Brennsteiner
  - Michael Matt
  - Johannes Strolz
- Canada
  - Cassidy Gray
  - Erin Mielzynski
  - Trevor Philp
  - Erik Read
- Cina
  - Kong Fanying
  - Ni Yueming
  - Xu Mingfu
  - Zhang Yangming
- Francia
  - Clara Direz
  - Coralie Frasse Sombet
  - Tessa Worley
  - Mathieu Faivre
  - Thibaut Favrot
  - Alexis Pinturault
- Germania
  - Emma Aicher
  - Lena Dürr
  - Julian Rauchfuss
  - Alexander Schmid
  - Linus Straßer
- Italia
  - Marta Bassino
  - Federica Brignone
  - Nicol Delago
  - Luca De Aliprandini
  - Tommaso Sala
  - Alex Vinatzer
- Norvegia
  - Mina Fürst Holtmann
  - Thea Louise Stjernesund
  - Maria Therese Tviberg
  - Timon Haugan
  - Fabian Wilkens Solheim
  - Rasmus Windingstad
- Polonia
  - Zuzanna Czapska
  - Maryna Gąsienica-Daniel
  - Magdalena Łuczak
  - Michał Jasiczek
  - Paweł Pyjas

- Rep. Ceca
  - Tereza Nová
  - Elese Sommerová
  - Kryštof Krýzl
  - Jan Zabystřan
- ROC
  - Anastasia Gornostaeva
  - Julija Pleškova
  - Ekaterina Tkachenko
  - Aleksandr Andrienko
  - Ivan Kuznecov
- Slovacchia
  - Petra Hromcová
  - Rebeka Jančová
  - Adam Žampa
  - Andreas Žampa
- Slovenia
  - Ana Bucik
  - Tina Robnik
  - Andreja Slokar
  - Miha Hrobat
  - Žan Kranjec
- Stati Uniti
  - A J Hurt
  - Paula Moltzan
  - Mikaela Shiffrin
  - Tommy Ford
  - River Radamus
  - Luke Winters
- Svezia
  - Hanna Aronsson Elfman
  - Hilma Lövblom
  - Kristoffer Jakobsen
  - Mattias Rönngren
- Svizzera
  - Andrea Ellenberger
  - Wendy Holdener
  - Camille Rast
  - Gino Caviezel
  - Justin Murisier

## Tabellone
|  | Ottavi di finale | Ottavi di finale |             |   | Quarti di finale          | Quarti di finale          |  |  | Semifinali | Semifinali |  |  | Finale | Finale |
|  |                  |                  |             |   |                           |                           |  |  |            |            |  |  |        |        |
|  |                  |                  |             |   |                           |                           |  |  |            |            |  |  |        |        |
|  |                  |                  |             |   |                           |                           |  |  |            |            |  |  |        |        |
|  | Austria          | bye              |             |   |                           |                           |  |  |            |            |  |  |        |        |
|  | Austria          | bye              |             |   |                           |                           |  |  |            |            |  |  |        |        |
|  |                  |                  |             |   |                           |                           |  |  |            |            |  |  |        |        |
|  | Austria          | 3                |             |   |                           |                           |  |  |            |            |  |  |        |        |
|  | Austria          | 3                |             |   |                           |                           |  |  |            |            |  |  |        |        |
|  |                  | Slovenia         | 1           |   |                           |                           |  |  |            |            |  |  |        |        |
|  | Slovenia         | Slovenia         | 1           | 2 |                           |                           |  |  |            |            |  |  |        |        |
|  | Slovenia         |                  |             | 2 |                           |                           |  |  |            |            |  |  |        |        |
|  | Canada           | 2                |             |   |                           |                           |  |  |            |            |  |  |        |        |
|  | Canada           | 2                | Austria     | 2 |                           |                           |  |  |            |            |  |  |        |        |
|  |                  |                  | Austria     | 2 |                           |                           |  |  |            |            |  |  |        |        |
|  |                  | Norvegia         | 2           |   |                           |                           |  |  |            |            |  |  |        |        |
|  | Francia          | Norvegia         | 2           | 3 |                           |                           |  |  |            |            |  |  |        |        |
|  | Francia          |                  |             | 3 |                           |                           |  |  |            |            |  |  |        |        |
|  | Rep. Ceca        | 1                |             |   |                           |                           |  |  |            |            |  |  |        |        |
|  | Rep. Ceca        | 1                | Francia     | 2 |                           |                           |  |  |            |            |  |  |        |        |
|  |                  |                  | Francia     | 2 |                           |                           |  |  |            |            |  |  |        |        |
|  |                  | Norvegia         | 2           |   |                           |                           |  |  |            |            |  |  |        |        |
|  | Norvegia         | Norvegia         | 2           | 2 |                           |                           |  |  |            |            |  |  |        |        |
|  | Norvegia         |                  |             | 2 |                           |                           |  |  |            |            |  |  |        |        |
|  | Polonia          | 2                |             |   |                           |                           |  |  |            |            |  |  |        |        |
|  | Polonia          | 2                | Austria     | 2 |                           |                           |  |  |            |            |  |  |        |        |
|  |                  |                  | Austria     | 2 |                           |                           |  |  |            |            |  |  |        |        |
|  |                  | Germania         | 2           |   |                           |                           |  |  |            |            |  |  |        |        |
|  | Italia           | Germania         | 2           | 3 |                           |                           |  |  |            |            |  |  |        |        |
|  | Italia           |                  |             | 3 |                           |                           |  |  |            |            |  |  |        |        |
|  | ROC              | 1                |             |   |                           |                           |  |  |            |            |  |  |        |        |
|  | ROC              | 1                | Italia      | 1 |                           |                           |  |  |            |            |  |  |        |        |
|  |                  |                  | Italia      | 1 |                           |                           |  |  |            |            |  |  |        |        |
|  |                  | Stati Uniti      | 3           |   |                           |                           |  |  |            |            |  |  |        |        |
|  | Stati Uniti      | Stati Uniti      | 3           | 3 |                           |                           |  |  |            |            |  |  |        |        |
|  | Stati Uniti      |                  |             | 3 |                           |                           |  |  |            |            |  |  |        |        |
|  | Slovacchia       | 1                |             |   |                           |                           |  |  |            |            |  |  |        |        |
|  | Slovacchia       | 1                | Stati Uniti | 1 |                           |                           |  |  |            |            |  |  |        |        |
|  |                  |                  | Stati Uniti | 1 |                           |                           |  |  |            |            |  |  |        |        |
|  |                  | Germania         | 3           |   | Finale per il terzo posto | Finale per il terzo posto |  |  |            |            |  |  |        |        |
|  | Germania         | Germania         | 3           | 3 | Finale per il terzo posto | Finale per il terzo posto |  |  |            |            |  |  |        |        |
|  | Germania         |                  |             | 3 |                           |                           |  |  |            |            |  |  |        |        |
|  | Svezia           | 1                |             |   |                           |                           |  |  |            |            |  |  |        |        |
|  | Svezia           | 1                | Germania    | 2 | Norvegia                  | 2                         |  |  |            |            |  |  |        |        |
|  |                  |                  | Germania    | 2 | Norvegia                  | 2                         |  |  |            |            |  |  |        |        |
|  |                  | Svizzera         | 2           |   | Stati Uniti               | 2                         |  |  |            |            |  |  |        |        |
|  | Svizzera         | Svizzera         | 2           | 4 | Stati Uniti               | 2                         |  |  |            |            |  |  |        |        |
|  | Svizzera         |                  |             | 4 |                           |                           |  |  |            |            |  |  |        |        |
|  | Cina             | 0                |             |   |                           |                           |  |  |            |            |  |  |        |        |
|  | Cina             | 0                |             |   |                           |                           |  |  |            |            |  |  |        |        |